# Федюшин, Виктор Алексеевич
Ви́ктор Алексе́евич Федю́шин (1909 — ?) — советский дипломат и деятель госбезопасности.

## Биография
Член ВКП(б) с 1931 года.
- В 1931—1936 годах — учёба в Московском авиационном институте.
- С мая 1936 по апрель 1938 года — начальник Технического отдела, Технического отдела ОТМ авиационного завода № 119 (Москва).
- С апреля по декабрь 1938 года — слушатель Центральной школы ГУГБ НКВД СССР.
- С января по май 1939 года — начальник Отделения V отдела ГУГБ НКВД СССР, старший лейтенант государственной безопасности.
- С мая 1939 по февраль 1940 года — начальник Отдела кадров НКИД СССР.
- С февраля 1940 по декабрь 1942 года — генеральный консул СССР в Нью-Йорке (США).
- С 12 ноября 1942 по 2 июня 1943 года — чрезвычайный и полномочный посланник СССР в Мексике[2].
- С октября 1943 по март 1946 года — младший военный представитель завода № 26 (Уфа).
- С марта по июнь 1946 года — младший военной представитель завода № 500 (Тушино Московской области).
- С июня 1946 по февраль 1947 года — младший военный представитель завода № 41 (Москва).
- С февраля 1947 по май 1948 года — младший военный представитель завода № 45 (Москва).
- С мая 1948 по август 1949 года — военный представитель завода № 45 (Москва).
- С августа 1949 по июль 1950 года — слушатель Курсов усовершенствования инженеров при Военно-воздушной инженерной академии им. Н. Е. Жуковского.
- С августа 1950 по июль 1959 года — военный представитель завода № 45 (Москва).
- С июля 1959 года — военный представитель завода п/я № 299 (Москва).